# ヨルン・ブロンデール
ヨルン・ブロンデール（Jorn Brondeel、1993年9月7日 - ）は、ベルギー・ウェッテレン出身のサッカー選手。ヴィレムII所属。ポジションはゴールキーパー。